# Thomas Hope
Pour les articles homonymes, voir Hope.
Thomas Hope, né le 30 août 1769 à Amsterdam et mort le 3 février 1831 à Londres, est un riche collectionneur, voyageur, décorateur d'intérieur et écrivain anglo-néerlandais.

## Biographie

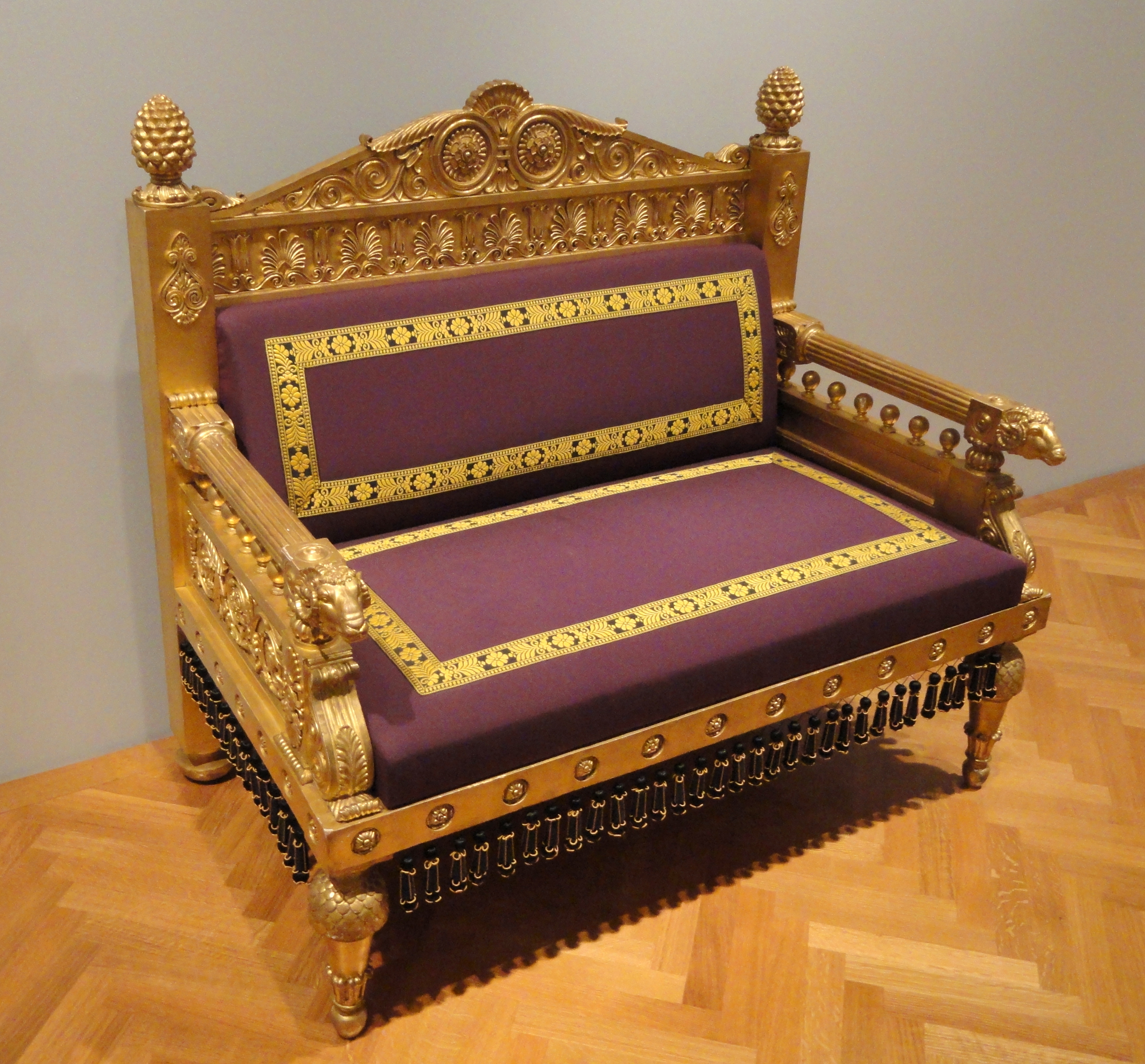
Canapé (1802-1807), création de Thomas Hope.

Membre de la riche famille de banquiers d'origine écossaise installée à Amsterdam, les Hope, fondateurs et dirigeants de la banque Hope & Co., Thomas est le fils de Jan Hope (1737-1784), qui fut un important mécène des Lumières.
Thomas choisit de ne pas suivre la tradition familiale qui était d'intégrer le négoce financier au sein du groupe Hope. Très tôt passionné par l'art, il commença un long Grand Tour à travers l'Europe en 1784, dont en Grèce.
Il revint en Occident en 1794 à la mort de sa mère. Sa famille ayant fui l'arrivée des troupes françaises en 1795, elle s'installa définitivement à Londres, notamment sous la direction d'Henry Hope, le cousin de Thomas, qui lui reprit son Grand Tour, dont il rapporta une riche collection grâce à la fortune familiale.
Installé à Londres après 1804, sa résidence sur Duchess Street abrita sa collection et celle de son frère Henry Philip Hope, dont le diamant Hope (Thomas l'avait acheté au diamantaire Daniel Eliason en 1824).
Il se mit à l'écriture, profitant de ses connaissances acquises lors de ses voyages. Il devint une des références en décoration intérieure lors de la Régence. Il écrivit aussi un long roman Anastasius, inspiré de ses voyages et qui connut un grand succès.
Il eut entre autres deux fils qui connurent la célébrité : le parlementaire et mécène Henry Thomas Hope (1807-1862) et l'écrivain et homme politique sir Alexander Beresford Hope (1820-1887).

## Publications
- 1807 : Household Furniture and Interior Decoration.
- 1809 : Costumes of the Ancients.
- 1812 : Designs of Modern Costumes.
- 1819 : Anastasius, or Memoirs of a Modern Greek.
- 1831 : Origin and Prospect of Man.
- 1835 : Historical Essay on Architecture.